# Оберлотербак
Оберлотербак (фр. Oberlauterbach) — коммуна на северо-востоке Франции в регионе Гранд-Эст (бывший Эльзас — Шампань — Арденны — Лотарингия), департамент Нижний Рейн, округ Агно-Висамбур, кантон Висамбур. До марта 2015 года коммуна административно входила в состав упразднённого кантона Сельц (округ Висамбур).
Площадь коммуны — 5,32 км², население — 512 человек (2006) с тенденцией к росту: 535 человек (2013), плотность населения — 100,6 чел/км².

## Население
Население коммуны в 2011 году составляло 542 человека, в 2012 году — 536 человек, а в 2013-м — 535 человек.
| 1962 | 1968 | 1975 | 1982 | 1990 | 1999 | 2006 | 2008 | 2011 | 2012 | 2013 |
| ---- | ---- | ---- | ---- | ---- | ---- | ---- | ---- | ---- | ---- | ---- |
| 341  | 350  | 340  | 343  | 396  | 459  | 512  | 524  | 542  | 536  | 535  |

Динамика населения:

## Экономика
В 2010 году из 382 человек трудоспособного возраста (от 15 до 64 лет) 314 были экономически активными, 68 — неактивными (показатель активности 82,2 %, в 1999 году — 76,6 %). Из 314 активных трудоспособных жителей работали 293 человека (156 мужчин и 137 женщин), 21 числились безработными (12 мужчин и 9 женщин). Среди 68 трудоспособных неактивных граждан 24 были учениками либо студентами, 16 — пенсионерами, а ещё 28 — были неактивны в силу других причин.

## Достопримечательности (фотогалерея)

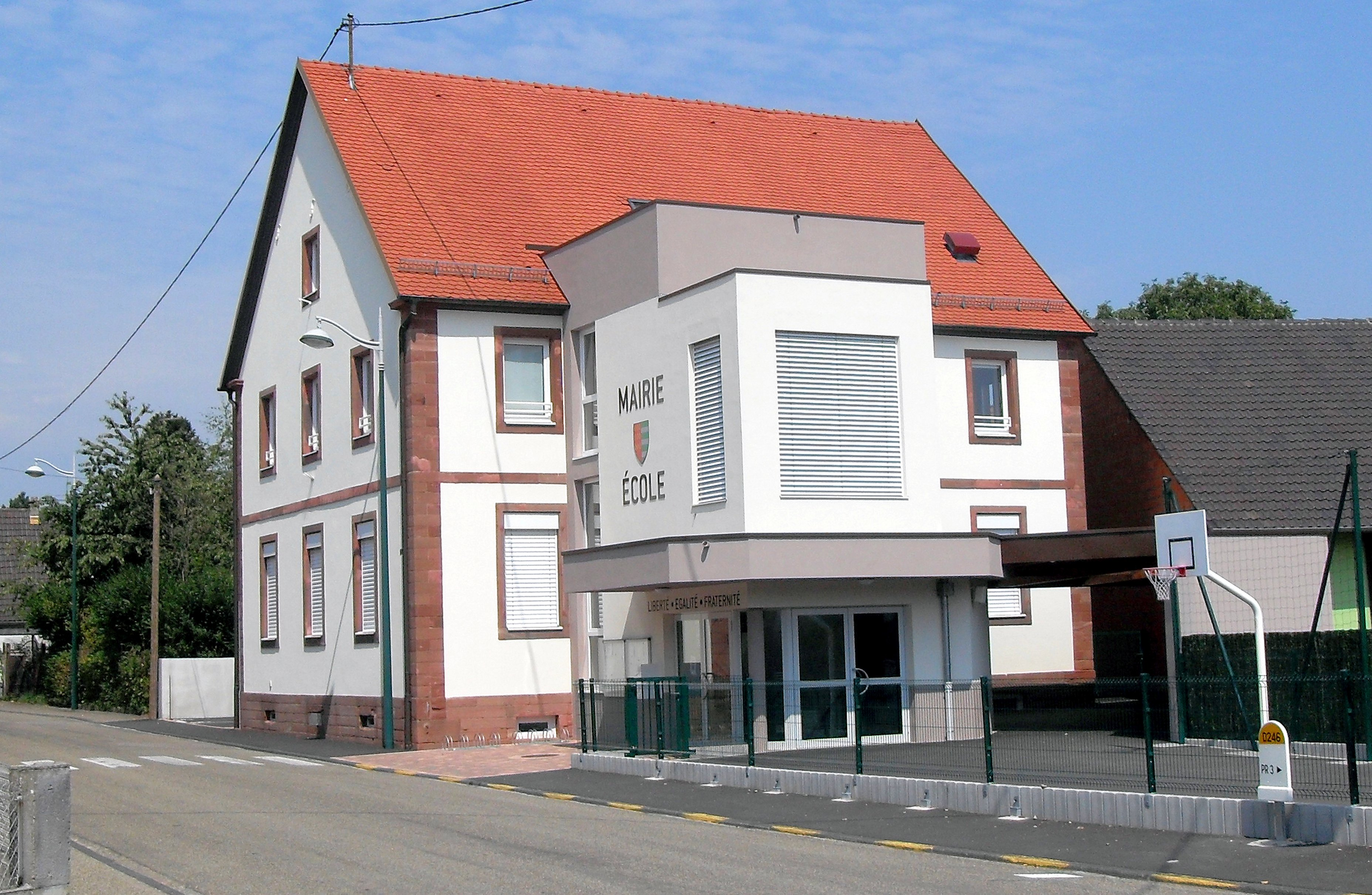
Здание мэрии-школы